# Cantó de Sant Pau del Cabdal Jòus
El cantó de Sant Pau del Cabdal Jòus és un cantó francès del departament del Tarn, situat al districte de Castres. Té 10 municipis i el cap cantonal és Sant Pau del Cabdal Jòus.

## Municipis
- Cabanés
- Damiata
- Fiac
- Magrinh
- Maçac
- Pradas
- Pratvièlh
- Sant Pau del Cabdal Jòus
- Teissòde
- Vitèrba

## Història
| Data d'elecció                           | Identitat               | Partit | Qualitat |
| ---------------------------------------- | ----------------------- | ------ | -------- |
| 1979-2004                                | Michel Algans           | PS     |          |
| 2004-                                    | Laurent Vandendriessche | PS     |          |
| les dades anteriors no són pas conegudes |                         |        |          |
|                                          |                         |        |          |

## Demografia
| 1962  | 1968  | 1975  | 1982  | 1990  | 1999  | 2006  |
| ----- | ----- | ----- | ----- | ----- | ----- | ----- |
| 3.798 | 4.196 | 3.809 | 3.581 | 3.680 | 3.661 | 4.130 |